# Élevage équin
«  Élevage asin » redirige ici. Pour les autres significations, voir Asin.
L'élevage équin est l'activité visant à faire naître des équidés domestiques appartenant aux espèces Equus caballus (cheval), Equus asinus (âne) ou des mulets, hybrides des deux précédents, au profit des activités humaines. Il peut fournir des animaux destinés aux sports équestres et hippiques, aux loisirs, à la défense, au cinéma, ou encore à la traction. L'élevage équin fournit également des produits issus de ces animaux, comme la viande, le lait, le cuir, l'engrais, l'amendement (fumier, sang séché, déchets d'abattoir), et la gonadotrophine chorionique équine.
Le processus d'élevage a conduit à la domestication du cheval et à l'émergence de races spécialisées. Ces productions agricoles sont encadrées et se doivent donc, dans l'Union européenne, de satisfaire aux règles du « paquet hygiène » quand elles sont obtenues dans un cadre professionnel. Au niveau international, les règles sont posées par l'office international des épizooties ou organisation mondiale de la santé animale, d'une part, et le codex alimentarius d'autre part.
Toutes les activités liées à l'élevage équin sont administrativement considérées, en France, comme relevant du secteur agricole.

## Histoire
Les premiers élevages de chevaux remontent à l'Antiquité. C'est historiquement un enjeu politique, mais l'intérêt des historiens pour ce sujet, difficile pour eux à théoriser, a toujours été faible, en particulier dans la société européenne, où une classe d'écuyers considérée comme privilégiée s'occupe de l'élevage et de l'utilisation des animaux en imposant ses critères. Leur pensée intellectuelle est restée étrangère aux préoccupations du peuple. Une autre raison réside dans l'aspect militaire de cet élevage, bien que quelques historiens militaires comme André Corvisier l'aient étudié, l'élevage équin reste un domaine à part, Daniel Roche parlant même d'un « ésotérisme cavalier ». Le cheval étant très présent dans la vie quotidienne, il a peu attiré l’intérêt des historiens.
L'élevage britannique a une grande réputation, les Anglais estiment « avoir inventé » le fleuron de l'élevage hippique mondial, le Pur-sang, et la monte à l'anglaise devenue la monte cavalière de loisir par excellence.
Le développement des haras nationaux en France, indissociable de l'absolutisme, touche la société puisque l'état tente de contrôler et de centraliser l'élevage des chevaux. Les éleveurs privés se sentent dépossédés. Le royaume de France a alors besoin de chevaux pour remonter ses troupes, et l'élevage est surtout orienté sur la qualité des étalons, les juments n'entrant pas en ligne de compte (ce qui est une erreur), contrairement à ce qui se passe en Angleterre : les haras français ne recèlent que des étalons. L'idée dominante semble être qu'en croisant un grand et bel étalon à une petite jument, le produit sera amélioré car l'étalon est dominant. De plus, la royauté et les haras recherchent un type de cheval, ils ne raisonnent pas en termes de races mais en termes de type, ce qui provoque la disparition de certaines races par le croisement. Les principales régions françaises d'élevage du cheval de selle à l'époque de la Révolution française sont la Normandie et le Limousin. La sélection du cheval de guerre est particulière, les spécialistes savent qu'un Pur Sang n'est pas un bon choix et que les bidets rustiques de Bretagne capables de se nourrir d'ajoncs résistent bien mieux aux privations et aux fatigues des combats que le « beau cheval ».
Certains hippiatres cherchent à concilier « le beau et le bon » chez le cheval, en accordant la production régionale aux besoins du pays. Les conflits en termes d'élevage y trouvent leur origine.

## Spécificités des élevages équins
Le terme d'équin rassemble le cheval, l'âne, et même le zèbre puisqu'il existe des hybrides issus de ces trois espèces. Toutefois, l'élevage équin concerne généralement le cheval. Les métiers d'élevage équin, dont l'éleveur est l'acteur principal, sont liés à la sélection de différents équidés dans le but d'en faire le commerce. L'éleveur supervise l'ensemble des opérations visant à faire se reproduire ces animaux au profit de l'activité humaine. Il fournit des équidés et des produits issus des équidés (viande de cheval, viande d'âne, fumier, parfois cuir et lait d'ânesse ou lait de jument) et met à disposition ses animaux reproducteurs (étalon et poulinière).
La conduite d'une orientation pour l’élevage est plus longue et complexe pour le cheval que pour d'autres animaux domestiques de taille plus réduite. L'intervalle de génération est de cinq à six ans minimum, les animaux sont d'une grande longévité (vingt-cinq ans en moyenne) et les juments ne mettent bas qu'un poulain à la fois (sauf exception), une fois par an. De ce fait, la production d'un cheval adapté à une situation socio-économique particulière est difficile.
Si le modèle des poulains qui naissent est relativement fixé dès la naissance, les éleveurs et l'environnement influencent leur caractère.

### Conditions requises
L'élevage équin requiert une certaine surface et des équipements. Une vaste zone herbagère sur sol portant est préférable pour des raisons économiques. Un climat océanique est plus adapté car sous climat continental, l'herbe pousse moins longtemps, ce qui entraîne des coûts supplémentaires en nourriture. Trop d'humidité n'est pas souhaitable car cela favorise le développement de parasites, de plus le cheval tolère mal l'humidité stagnante. Il faut également prévoir la nourriture, et de la paille. La proximité des services vétérinaire et de maréchalerie est aussi à prendre en compte.
Le ration conseillé est d'un cheval par hectare de pâture, il peut varier légèrement selon le type de cheval choisi : les juments poulinières de course et de sport, moins rustiques, peuvent demander deux hectares. Les bovins et les ovins peuvent partager sans risques les pâtures des chevaux, tout en se nourrissant de végétaux refusés par ces derniers. Les conditions d'élevage des chevaux peuvent varier énormément selon la race choisie, certaines étant plus rustiques que d'autres. Les chevaux sont plus ou moins exigeants en nourriture, plus ou moins sensibles aux variations du climat, et plus ou moins sujets au maladies ou aux problèmes de pied. On considère que la race la plus fragile est le Pur-sang, suivie des chevaux proche du sang de type trotteur ou Selle français. Les chevaux Arabes sont assez rustiques, poneys et chevaux de trait, dits « à sang froid », sont les moins exigeants.

#### Clôture et hébergement

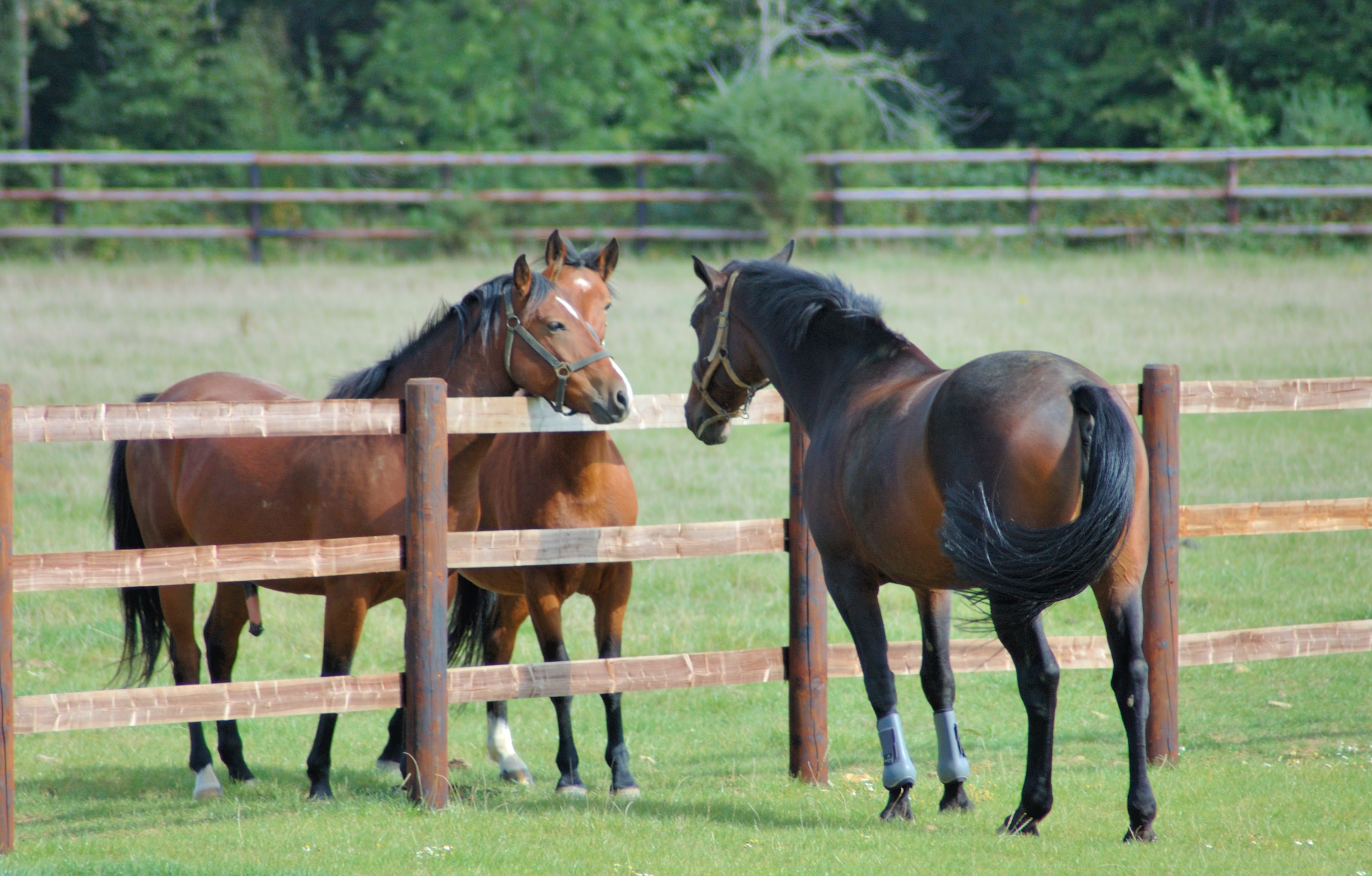
Pâtures clôturées avec des poteaux et des lisses en bois.

Une bonne clôture de pâture à chevaux doit avant tout être visible, solide, et suffisamment haute pour que le cheval ne puisse pas passer par-dessus. Le fil de fer barbelé ou torsadé est à proscrire car très dangereux, il cause de graves blessures. Il faut, dans les cas où il n'est pas possible de le remplacer, le doubler avec une clôture électrique à l'intérieur, afin que les chevaux ne puissent pas s'en approcher. Les poteaux complétés de lisses en bois et les haies épaisses sont les meilleurs choix.
Un aménagement minimal de la pâture est nécessaire. Il vaut mieux assécher les mares et trous d'eau, ou en empêcher l'accès pour éviter des accidents, et placer un abreuvoir remplit régulièrement. Les épineux, comme les ronces, doivent également être ôtés.
Toute pâture doit comporter un abri permettant au cheval de se protéger des intempéries, en particulier de la pluie.

#### Nourriture
En pâture, les équidés se nourrissent d'herbe, mais il faut prévoir des compléments à base de foin et de céréales, comme l'avoine.

### Gestion de la reproduction
Pour les chevaux de sport, l'insémination artificielle est très répandue. La monte en liberté est fréquente pour des élevages de poneys ou de chevaux de loisir.

## Impact économique
L'organisation des Nations unies pour l'alimentation et l'agriculture (FAO) estime qu'en 2013, il y avait un peu plus de 58 millions de chevaux dans le monde, dont près de 32,0 millions en Amérique, 13,9 millions en Asie,  6,1 millions en Afrique, et 5,8 millions en Europe. Les États-Unis comptent à eux seuls près de 10,3 millions de chevaux en 2013. Le cheptel d’équidés français est estimé à 950 000 fin 2010, ceux de l’Allemagne et du Royaume-Uni à un million chacun en 2009. Ces trois pays totalisent plus de la moitié du cheptel équin européen.

## Types d'élevages

### Courses
Les chevaux naissent dans des haras spécialisés dans la sélection. Ils peuvent être mis en vente aux enchères, vendus et placés par leur propriétaire dans des haras qui se chargeront de les entraîner et de les faire courir. Après leur carrière, ils sont destinés ou non à la reproduction en fonction des résultats. En 2013, aux États-Unis et en Europe, il s'est vendu au total 17 000 chevaux de course aux enchères, pour un prix moyen de 55 000 €. Les gains générés par les victoires aux courses peuvent être substantiels. Par exemple, le cheval appelé « Lawman » vendu yearling à un prix de 75 000 € en 2005 a rapporté 1 858 000 € à son propriétaire en 2007. Certains investisseurs créent des sociétés pour les acquérir et louent des places dans les haras pour les entraîner et les faire courir.

#### Courses de galop
Le pur-sang anglais est presque l'unique race élevée pour les courses de galop, chaque année voyant l'enregistrement d'environ 18 000 nouvelles naissances. L'industrie des courses est le premier demandeurs de chevaux.
Au milieu des années 2000, en France, un foal de niveau moyen destiné au galop valait autour de 25 000 €. Les meilleurs chevaux de plat se négocient à plusieurs millions d'euros.

#### Courses de trot
Des races spécifiques sont élevées pour les courses de trot, notamment le trotteur français, le trotteur américain et le trotteur d'Orlov.
Un trotteur valait en moyenne en France en 2008 19 458 € . 

### Sports équestres
Ce type d'élevage vise à faire naître des chevaux performants dans les sports équestres, en particulier les disciplines olympiques comme le saut d'obstacles, le dressage et le concours complet d'équitation. Le haras de Zangersheide s'est, par exemple, spécialisé dans la production de chevaux destinés au saut d'obstacles.
Le prix d'un cheval de sport est extrêmement variable, selon son âge, son degré de préparation, et son potentiel en compétition (niveau). Le prix moyen des chevaux de 3 ans vendus aux enchères en 2012 en France est de 9 000 €, mais peu grimper à près de 30 000 €, lors des ventes Fences. Le prix moyen aux enchères de chevaux de sport de race Westphalien, Oldenbourg, Holsteiner, Hanovrien et KWPN, lors de ventes européennes « Elite » entre 2010 et 2015, oscille entre 20 000 € à 45 000 €. D'autre part, pour les mâles aux résultats sportifs remarquables, la semence pour l'insémination artificielle est une source de revenus non négligeable.

### Loisirs
La production de chevaux et d'ânes peut avoir pour but de les revendre comme animaux de loisir à des particuliers ou des centres équestres. Les chevaux de couleur comme le cheval crème, le palomino ou l'appaloosa sont ainsi très appréciés, en particulier aux États-Unis.
Cette filière des chevaux destinés au loisir est plus traditionnelle et est moins formalisée. Un trotteur français vendu pour pratiquer l’équitation d’extérieur vaut dans les 1 000 € en moyenne en 2010, un cheval d'origine non constaté dans les 1 800 €. 

### Travail

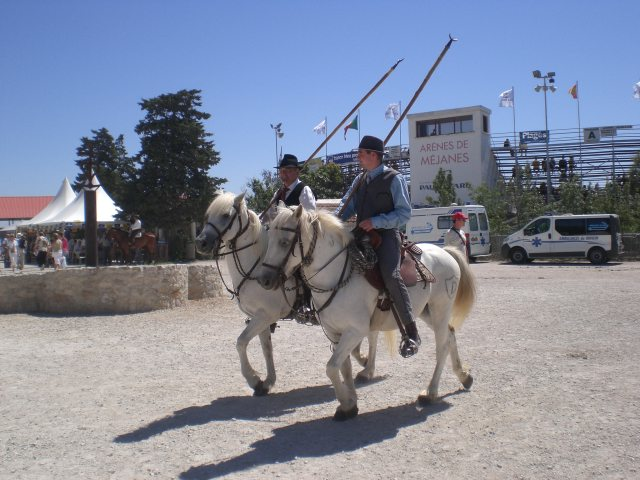
Le cheval de Camargue est majoritairement élevé pour le travail du bétail, et participe à des fêtes traditionnelles avec ses éleveurs.

Dans plusieurs pays, le cheval est encore employé pour la garde des troupeaux, notamment en Mongolie, en Argentine ou, de façon plus marginale, dans la région de Camargue ou en Espagne. Cela peut aussi correspondre à un folklore ou une tradition.
Le cheval est aussi utilisé pour la traction hippomobile, activité traditionnelle qui connaît un certain regain en France avec le statut de cheval territorial.

### Viande
La production de chevaux, principalement des races de trait, et d'ânes pour le commerce de leur viande est une activité qui consiste à élever des animaux jusqu'à l'âge d'environ dix-huit mois pour les revendre au poids  à des abattoirs qui alimentent ensuite les boucheries chevalines.

## Métiers
Les métiers de l'élevage équin sont essentiellement ceux d'éleveur, d'étalonnier, et d'inséminateur. Les éleveurs sont amenés à travailler étroitement avec d'autres professionnels de la filière tels que les maréchaux-ferrants, marchands de chevaux et vétérinaires.

### Responsable d'élevage et agent d'élevage
On distingue le responsable d’élevage, qui peut être employé dans un élevage de grande taille ou à son compte, et dont la mission est d'entretenir les chevaux, de faire naître et d’élever les poulains jusqu’à leur vente et d'optimiser sa stratégie de vente selon le marché où il se positionne, de l'agent d'élevage dont les missions sont plus limitées : soins courants, entretien de l’écurie, des prairies et du matériel, récolte du fourrage et des céréales. Il peut parfois éduquer et débourrer les chevaux.

### Étalonnier
L’étalonnier s'occupe des étalons, comme son nom l'indique. Il vend et assure les saillies des étalons. Parfois, il gère administrativement et commercialement leur carrière de reproducteur et pratique l'insémination artificielle. C'est généralement un métier saisonnier exercé par un professionnel du cheval, lui-même éleveur ou responsable de haras.

## Races
- Liste des races chevalines